# Stefano Lecchi

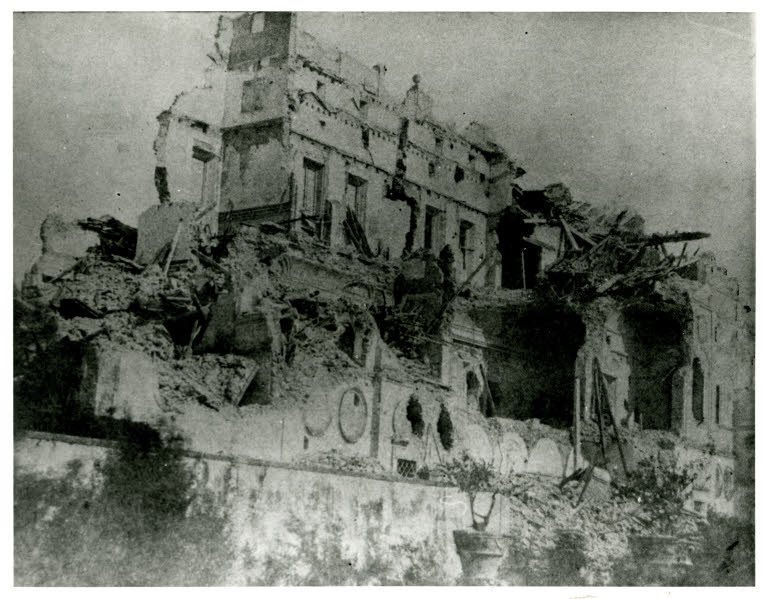
Ruines de la villa Il Vascello à Rome après les combats lors de l'expédition de Rome, avril 1849.

Stefano Lecchi, né au plus tard en 1805 en Lombardie et mort en 1863 ou 1864, est un photographe italien qui figure parmi les pionniers de la photographie en Italie. Il a été l'un des premiers photographes primitifs actif à Rome et à Malte.

## Biographie
La vie de Stefano Leschi n'est connue que de manière fragmentaire. 
Son année de naissance est discutée : Roberto Caccialanza indique 1803, en se référant à l'acte de naissance de l'un de ses fils, délivré le 19 décembre 1840, selon lequel Lecchi avait 37 ans à cette date. Selon Giovanni Bonello, Isotta Poggi et Silvia Paoli, il serait né en 1804,, ; d'autres sources indiquent vers 1805. Il est né en Lombardie.
Lecchi se marie à deux reprises, avec Laura Grammatico, puis, après son décès, il épouse le 24 avril 1831 Maria Anna Rizzo, née en 1813, originaire de Palerme, à La Valette sur l'île de Malte ; 
À partir de 1836, Lecchi parcourt la France avec un diorama, qu'il appelle Cosmorama ; il le présente en juillet 1836 à Saint-Hélier sur l'île de Jersey, fin août 1836 à Paris, à nouveau à Saint-Hélier en janvier 1838, à Toulouse en juin 1840, à Nîmes en août 1840, à Marseille en septembre 1840 et à Toulon en décembre 1840 ; fin avril - début mai 1841, il le présente à Genève. 
La première mention de son activité de daguerréotypiste date du 10 octobre 1842 quand Lecchi présente à l'Académie des sciences à Paris une méthode de coloration des daguerréotypes, ; le 22 avril 1844, il présente à l'Académie un appareil photographique de son invention, muni d'un dispositif de mise au point permettant de régler les positions respectives de la plaque et de l'objectif, une fois connue la distance du sujet,. En 1845, dans une lettre adressée début décembre William Henry Fox Talbot, inventeur du calotype, Calvert Richard Jones mentionne des papiers salés (tirages positifs sur papier à partir de négatifs de calotypes) de Lecchi qu'il a vus dans des boutiques à Lyon, Avignon et Marseille. 
Les quatre enfants du couple naissent de 1838 à 1849 : leur premier fils, Achille,  à Paris en 1838, le second, Mario, en 1840 à Toulon ; Antonina naît en 1845 à Marseille ; le couple est de retour en Italie vers 1848 et Adélaide naît à Rome en 1849. À Rome, Lecchi peint et photographie d'abord des vedute et les vend aux pèlerins et touristes. 
De février à avril 1849, Lecchi photographie la ville de Rome occupée par l’armée française. Ses photographies d'un évènement d'actualité immédiate, réalisées selon la technique du papier salé, présentent une grande importance du point de vue de l'histoire de la photographie en ce qu'elles constituent l'un des premiers reportages de guerre, préfigurant ce que sera le photojournalisme au XXe siècle. Elles sont, par ailleurs, le premier reportage photographique des événements politiques du Risorgimento et deviendront, à ce titre aussi, des documents historiques,. Lecchi se rend dans les zones de combat pour photographier les conséquences de la guerre et ses photographies donnent une idée de l'ampleur des destructions de l'époque.
Il reçoit à la fin des années 1840 une commande de Ferdinand II, roi des Deux-Siciles pour documenter photographiquement les fouilles archéologiques de Pompéi ; il est également actif en Tunisie. En 1860, Stefano Lecchi, sa femme Maria Anna et leur fils aîné Achille quittent Rome ; à partir de mars 1864, leur atelier de photographie est documenté à La Valette, sur l'île de Malte. La famille Lecchi semble s'être installée à Alexandrie en Égypte ; Maria Anna y meurt le 9 mai 1882, Achille y mourra le 10 mars 1898.
Le lieu et la date de la mort de Stefano Lecchi sont inconnus ; il serait mort en 1863, ou en 1864.

## Collections
- La Biblioteca di storia moderna e contemporanea à Rome, située dans le palais Mattei di Giove, conserve quarante-et-une photographies de Stefano Lecchi[4] ; la collection provient d'Alessandro Calandrelli (it), colonel de l'armée républicaine et membre de l'Assemblée constituante.
- Civica raccolta delle stampe Achille Bertarelli (it), dans le Château des Sforza, Milan[4].
- Plusieurs de ses photographies figurent dans la collection de la duchesse de Berry[19].

## Expositions
- 16 novembre 2011 - 15 janvier 2012 : Fotografare la storia : Stefano Lecchi e la Repubblica romana del 1849, Musée de Rome, palais Braschi, Rome[20],[5].